# Cir de Làmpsac
Cir de Làmpsac (en llatí Cyrus, en grec Κύρος) fou un metge grec fill d'Apol·loni que va obtenir la dignitat d'Arquiatre. És esmentat en una inscripció trobada a Làmpsac on es diu que va fer donació al senat local d'una gran quantitat (1000 dracmes àtics).